# Палаццо Нуово
Палаццо Нуово (Palazzo Nuovo, то есть «Новый дворец») — одно из трёх общественных зданий, образующих ансамбль Капитолийской площади в Риме.
Ансамбль площади из трёх дворцов спроектировал в середине XVI века Микеланджело. По замыслу зодчего, Новый дворец должен был копировать облик симметрично расположенного на другой стороне площади Дворца консерваторов. Оба здания были призваны фланкировать вертикальную и смысловую доминанту площади — Дворец сенаторов.
Новый дворец был заложен в 1571 году при папе Сиксте IV, однако строительство затянулось до 1654 года. Его возведение закончило формирование ансамбля площади. С 1734 года в палаццо расположены выставочные залы Капитолийских музеев. С 1990 года здесь хранится оригинал конной статуи Марка Аврелия.